# فرودگاه بین‌المللی زنگبار
فرودگاه بین‌المللی زنگبار (به انگلیسی: Zanzibar International Airport) یک فرودگاه همگانی با کد یاتا ZNZ است که یک باند فرود آسفالت دارد و طول باند آن ۲۴۶۲ متر است. این فرودگاه در شهر زنگبار کشور تانزانیا قرار دارد و در ارتفاع ۱۶ متری از سطح دریا واقع شده است.